# Lago Dilolo
O Lago Dilolo é o maior lago de água doce angolano, sendo um ponto turístico e referencial importante para a região leste do país.
Fica localizado no território do município de Lago-Dilolo, na província do Moxico Leste, em Angola, a uma altitude média de 1 098 metros acima do nível do mar . A cidade de Lago-Dilolo está assentada às margens do lago.
O lago faz parte do sistema hídrico da bacia do Zambeze, sendo alimentado pelo rio Calumbo, fornecendo águas para o rio Dilolo.

## Clima
Na região setembro é o mês mais quente com uma temperatura média de 32°C ao meio-dia. Julho é o mês mais frio com uma temperatura média de 8,1°C à noite. Não existem estações distintas ao longo do ano, sendo a temperatura relativamente constante, mas caindo drasticamente durante a noite, podendo a haver alguns dias em que as temperaturas baixas levem a que o lago congele.

## Região
Na área circundante encontra-se o Lago Cameia e o Parque Nacional da Cameia .

## Lenda
Segundo os moradores desta região, existe uma história única que diferencia este lago dos demais lagos da província do Moxico Leste.
Dizem os moradores que uma velha vagava na cidade de Lago-Dilolo, vinda de algum lugar desconhecido. Esta velha senhora estava muito cansada e resolveu então pedir água para os moradores daquela região, desta forma, começou ela a bater a porta de algumas casas pedindo água, mas ninguém a satisfazia, cansada então, decidiu fazer uma última tentativa e foi pedir água numa ultima casa antes de prosseguir com a sua viagem misteriosa.
Foi então que uma menina atendeu àquela senhora e lhe ofereceu a água pedida, para o contentamento da misteriosa senhora. A senhora por sua vez, lhe fez uma advertência e disse para a jovem e a sua família saírem daquela aldeia, pois, a noite irá cair uma forte chuva que deixar inundada toda aquela região.
A menina seguiu o conselho da estranha velha. E após a jovem se retirar com toda a sua família, uma enorme chuva começou a cair. Os moradores inicialmente pensavam que era algo extremamente normal, mas a chuva não parou de cair, e começou a aumentar a sua intensidade e força. Por fim, acabou por deixar todos moradores sem chances de sair das suas casas, desta forma, todos foram submergidos.
Reza a história que os moradores submergidos até hoje continuam viver debaixo da água e é possível ainda ouvir as suas vozes de baixo da água.